# Elaine Diacumakos
Elaine Diacumakos (Chester. Pensilvania, 11 de agosto de 1930 - 11 de junio de 1984) fue una bióloga celular estadounidense y fue directora del Laboratorio de Citobiología de la Universidad Rockefeller. Desarrolló las primeras técnicas para eliminar e insertar material en y desde las células.

## Trayectoria
Estudió zoología en la Universidad de Maryland, donde se graduó en 1951. Completó una maestría en embriología en 1955 y su doctorado en la Universidad de Nueva York en 1958, donde permaneció como investigadora asociada hasta 1964. Completó su formación postdoctoral en la Universidad Rockefeller entre 1958 y 1960.
Trabajó en el Memorial Sloan Kettering Cancer Center y en el Centro Médico Well Cornell desde 1965 hasta 1971. En 1961, junto al biólogo Edward Tatum, investigó sobre el desarrollo de técnicas con microagujas que permitieran trasplantar los núcleos de una célula a otra.
Regresó a la Universidad Rockefeller como investigadora principal en 1971, donde trabajó en técnicas de resistencia celular a los medicamentos y de inserción celular. Hizo importantes contribuciones a la micromanipulación de células de mamíferos. Estudió el desplazamiento de los cromosomas durante la extracción en diferentes estados mitóticos. En 1972, demostró la fusión precisa de células somáticas de mamíferos mediante microcirugía. Fue nombrada jefa del Laboratorio de Citobiología en 1975 tras la muerte inesperada de Tatum, pero no pudo recaudar fondos para su propia investigación. Fue muy conocido su trabajo con micropipetas. En colaboración con Dana Giulian, realizó investigaciones sobre electrodos que podían traspasar células humanas sin dañarlas y medir el potencial de un citoplasma.
En 1979, colaboró con William French Anderson para insertar un gen funcional en una célula defectuosa dentro de un ratón vivo, corrigiendo un defecto genético. Sus técnicas microquirúrgicas abrieron nuevos caminos y, tras 11 años, realizaron su primer experimento en un humano. En 1981, Diacumakos dio una conferencia en el Instituto Pasteur.
Murió de un ataque al corazón el 11 de junio de 1984.